# ۲۶ شهید ژاپن
۲۶ شهید ژاپن (به ژاپنی: 日本二十六聖人 Nihon Nijūroku Seijin) به یک گروه از کاتولیک‌های رومی گفته می‌شود که در تاریخ ۵ فوریه ۱۵۹۷ توسط مصلوب شدن، در ناگازاکی اعدام شدند. شهادت آن‌ها به ویژه در تاریخ کلیسای کاتولیک در ژاپن قابل توجه است.
مسیحیت با فعالیت میسیونرهای کاتولیک در ژاپن یک شروع امیدوارکننده داشت و شاید در پایان قرن شانزدهم ۳۰۰٬۰۰۰ نفر ژاپنی به کاتولیک گرویده بودند. - در اثر رقابت بین گروه‌های میسیونری، بین اسپانیا و پادشاهی پرتغال و همچنین مشکلات سیاسی جناح‌های درون دولت ژاپن، مسیحیت سرکوب شد. در این زمان است که ۲۶ مسیحی اعدام شدند. از سال ۱۶۳۰، کاتولیک به تشکیلاتی مخفیانه تبدیل شدن. دویست و پنجاه سال بعد، زمانی که مبلغان مسیحی به ژاپن بازگشتند، آن‌ها یک جامعه از مسیحیان پنهان یافتند که با گذشت زمان توانسته بودند مسیحیت را در ژاپن حفظ کنند.

## شرح
در تاریخ ۵ فوریه ۱۵۹۷، بیست و شش کاتولیک - شامل چهار اسپانیایی، یک مکزیکی، یک هندی که همه میسیونر مسیحی و از فرقه فرانسیسکن بودند همچنین سه ژاپنی از فرقه یسوعیها و هفده ژاپنی از مردم عادی از جمله سه پسر جوان، که تمام آن‌ها از اعضای سومین سفارش سنت فرانسیس بودند، توسط چارمیخ در ناگازاکی به دستور تویوتومی هیده‌یوشی (۱۵۳۶–۱۵۹۸) اعدام شدند.